# Trenta, Bovec
Trenta je naselje, ki leži v istoimenski dolini v Občini Bovec.